# Departamento de Birkilane
Birkilane o Birkelane es uno de los 45 departamentos de Senegal. Forma parte de la región de Kaffrine. Su capital es Birkilane. Fue creado por decreto del 10 de julio de 2008, al igual que sus distritos.

## Distritos
Distritos:
- Distrito de Keur Mboucki
- Distrito de Mabo

Localidades con rango de comuna:
- Birkilane (o Birkelane)